# Форд, Фил (сценарист)
Фил Форд (англ. Phil Ford) — британский сценарист. Он был главным сценаристом второго сезона телесериала «Приключения Сары Джейн»', написал сценарий к серии «Воды Марса», один из спецвыпусков 2009 года сериала «Доктор Кто», вместе с Расселлом Ти Дейвисом. Написал большинство из видеоигр серии «Doctor Who: The Adventure Games». Соавтор идеи (совместно с Расселлом Ти Дейвисом) и главный сценарист сериала «Волшебники против пришельцев». Является сценаристом 2 серии 8 сезона Доктора Кто.

## Избранная фильмография

### Телевидение
- Таггарт
  - «Берсерк» (1997)
- Coronation Street
  - 86 серий(1997—2002)
- Heartbeat
  - «Spellbound» (1998)
- Плохие девчонки
  - «Love Rivals» (1999)
  - «The Set-Up» (2000)
  - «Семейный план» (2000)
  - «Цепи вободы» (2001)
  - «Незваные гости» (2001)
  - «Кот и мышь» (2001)
  - «Unholy Alliances» (2002)
  - «Pillow Talk» (2002)
    - Серия 5.3 (2003)
    - Серия 6.8 (2004)
    - Серия 6.12 (2004)
    - Серия 7.1 (2005)
    - Серия 7.4 (2005)
    - Серия 7.11 (2005)
    - Серия 8.4 (2006)
    - Серия 8.8 (2006)
    - Рождественский выпуск (2006)
- The Bill
  - «Толерантность: Часть1» (2001)
  - «Толерантность: Часть 2» (2001)
  - «Crush» (2001)
  - «Quinnan 1» (2002)
- Жены футболистов
  - «All to Play For» (2002)
- Новый Капитан Скарлет
  - «Instrument of Destruction: Part One» (2005)
  - «Instrument of Destruction: Part Two» (2005)
  - «Swarm» (2005)
  - «Rat Trap» (2005)
  - «The Homecoming» (2005)
  - «Mercury Falling» (2005)
  - «Chiller» (2005)
  - «Ловушка для Рино» (2005)
  - «Heist» (2005)
  - «The Achilles Messenger» (2005)
  - «Touch of the Reaper» (2005)
  - «Вирус» (2005)
  - «Энигма» (2005)
  - «Лучшие из врагов» (2005)
  - «Контакт» (2005)
  - «Proteus» (2005)
  - «Syrtis Major» (2005)
  - «Падшие ангелы» (2005)
  - «Шторм в конце света» (2005)
  - «Дуэль» (2005)
  - «Shapeshifter» (2005)
  - «Доминион» (2005)
  - «Черепа Грея» (2005)
- Bombshell (2006)
- Дорога на Ватерлоо
  - Серия 2.06 (2007)
  - Серия 2.12 (2007)
- Приключения Сары Джейн
  - Глаз горгоны (2007)
  - Потерянный мальчик (2007)
  - Последний сонтаранец (2008)
  - День клоуна (2008)
  - Враг Бэйна (2008)
  - Узник джудунов (2009)
  - Вечная ловушка (2009)
  - Месть Моны Лизы (2009)
  - Хранилище секретов (2010)
- Торчвуд
  - «Что-то одолжить» (2008)
- Доктор Кто
  - «Воды Марса» (с Расселлом Ти Дейвисом, 2009)
    - Страна грёз (2009)

  - «Внутрь далека» (со Стивеном Моффатом, 2014)